# Exploradores del Imán al-Mahdi
Los Exploradores del Imán al-Mahdi (en árabe: كشافة الإمام المهدي) (en francés: Les Scouts d'Al Mahdi) son una organización juvenil de Hezbolá en el Líbano, el grupo fue nombrado en honor al Imán Muhammad al-Mahdi, y fue fundado el 5 de mayo de 1985.

## Historia
Los Exploradores del Imam al-Mahdi, son un movimiento juvenil libanés. Los Exploradores del Imam al-Mahdi (en árabe: كشاف الإمام المهدي, Kashafat al-Imam al-Mahdi), (en francés: Les Scouts d'Al Mahdi), son un movimiento juvenil que fue establecido en el Líbano el 5 de mayo de 1985 por la organización política y paramilitar Hezbolá. El movimiento lleva el nombre del Imán Muhammad al-Mahdi. Los Exploradores del Imam al-Mahdi, se convirtieron en miembros de la Federación Libanesa de Escultismo, y en miembros de la Organización Mundial del Movimiento Scout en 1998. La organización tiene alrededor de 100 000 miembros de ambos géneros, con edades de entre 8 y 16 años, organizados en 500 grupos locales. La organización está dividida en tres secciones: Lobeznos, Exploradores y Rangers. El presidente de la organización es el Doctor Bilal Naim. El lema de los Exploradores del Mahdí es: "Estamos juntos para servir".

## Actividades
Las actividades del grupo incluyen campamentos, proyectos de servicio comunitario, como ayudar a los discapacitados, limpiar lugares de culto, informática, pesca, deportes de equipo, boxeo, clases de lectura, aprendizaje de habilidades administrativas, enseñanzas religiosas sobre el Islam y protección del medio ambiente.

## Controversia
Según el Centro de Inteligencia e Información sobre Terrorismo de Israel (CIITI), los Exploradores del Imán al-Mahdi se establecieron en 1985 y funcionan bajo la jurisdicción del Ministerio de Educación libanés. El movimiento instruye a decenas de miles de niños y adolescentes, y sus miembros aprenden los principios del chiismo duodecimano, en campos de entrenamiento ubicados en Beirut, en el Valle de la Becá y en el Sur del Líbano. El CIITI ha reportado que muchos Exploradores del Imam al-Mahdi cuando cumplen la mayoría de edad se unen a la resistencia, y que algunos miembros de los scouts se convierten en mártires. En una entrevista periodística concedida a un periodista de Al Jazeera, un líder del movimiento scout, afirmó que no existe ninguna obligación para los exploradores de unirse a la resistencia cuando estos se convierten en adultos.